# Agapetus jocassee
Agapetus jocassee är en nattsländeart som beskrevs av Morse in Morse, Hamilton och Hoffman 1989. Agapetus jocassee ingår i släktet Agapetus och familjen stenhusnattsländor. Inga underarter finns listade i Catalogue of Life.